# Bartene (província)
Bartene (em turco: Bartın) é uma província (iller) do noroeste da Turquia, situada na região (bölge) do Mar Negro (em turco: Karadeniz Bölgesi), com capital na cidade homónima. Tem 2 120 km² de área e em 2020 tinha 198 979 habitantes.